# Cercle des nageurs de Marseille
CN Marseille je francuski vaterpolski klub iz Marseillea.

## Uspjesi
- LEN Eurokup 
  - pobjednik: 2018./19.

- Prvenstvo Francuske: 
  - prvak: 1960., 1965., 1966., 1967., 1968., 1969., 1970., 1973., 1974., 1975., 1976., 1977., 1978., 1979., 1980., 1981., 1982., 1983., 1984., 1985., 1986., 1987., 1988., 1989., 1990., 1991., 1996., 2005., 2006., 2007., 2008., 2009., 2010., 2011., 2013., 2015., 2016., 2017.
  - doprvak: 1961., 1964., 1972., 1992., 1993., 1994., 1995., 1997., 1998., 1999., 2000., 2001., 2002., 2003., 2004., 2012., 2014.

- Kup Francuske: 
  - osvajač: 1991., 1996., 1997., 1998., 2007. 2009., 2010., 2011., 2012., 2013.
  - finalist: 1999., 2000., 2008.

## Vanjske poveznice
- http://www.cnmarseille.com/ Službene stranice